# Nikolay Novikov
Pour les articles homonymes, voir Novikov.
Nikolay Mikhaïlovitch Novikov (en russe : Николай Михайлович Новиков) est un boxeur soviétique né le 15 mai 1946 à Toula et mort le 25 février 2014.

## Carrière
Il participe aux Jeux olympiques d'été de 1968 à Mexico dans la catégorie des moins de 51 k. Après avoir éliminé au premier tour le Vénézuélien Félix Márquez puis le Zambien Kenny Mwansa, il s'incline en quarts de finale contre le Polonais Artur Olech.
Novikov remporte ensuite la médaille d'argent dans la catégorie des moins de 51 kg aux championnats d'Europe de boxe amateur 1969 à Bucarest.